# Silvano Cirujano
Silvano Cirujano Cirujano (El Romeral, 27 de mayo de 1881-Toledo- 17 de enero de 1939) fue un militar y político español. Participó en la Guerra civil, siendo uno de los defensores del Alcázar de Toledo.

## Biografía
Militar profesional, perteneció al arma de infantería y llegaría a participar en la guerra del Rif. Tras regresar a la península se instaló en Toledo, donde realizaría su carrera militar y profesional. Tras la proclamación de la Segunda República abandonó el ejército.
Afiliado a Acción Popular (AP), llegaría a ser su jefe provincial en Toledo. Cirujano, que nunca estuvo presente en las candidaturas del partido, se convirtió en el hombre fuerte en la sombra que controló y organizó la estructura la Alianza Popular en Toledo. También formó parte del Consejo Nacional de la CEDA, en representación de Castilla La Nueva.
Fue un hombre clave en la conspiración civil en Toledo, al tratarse de un comandante retirado. Durante los días previos al 18 de julio de 1936, mantuvo estrechas relaciones con los jefes militares y la comandancia de la Guardia Civil, convirtiéndose en el principal nexo de unión entre esos estamentos y el elemento civil.
Tras el estallido de la Guerra civil, entre julio y septiembre de 1936 participó en la defensa del Alcázar de Toledo frente al asedio republicano, quedando a cargo de los voluntarios de Acción Popular. El 28 de septiembre de 1936 fue nombrado gobernador civil de la provincia de Toledo, puesto desde el que emprendió la represión de los maestros y docentes de la provincia. Durante el transcurso de la contienda uno de sus hijos, Marciano, cayó en combate en el frente de Madrid.
Falleció el 17 de enero de 1939, en ejercicio de su cargo.